# Guido Reil

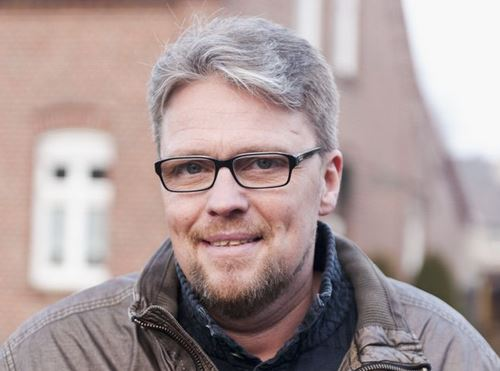
Guido Reil (2017)

Guido Thorsten Reil (* 19. Januar 1970 in Gelsenkirchen) ist ein deutscher Politiker (AfD) und ehemaliger Bergmann. Für seinen Übertritt von der SPD zur AfD nach 26 Jahren Mitgliedschaft wegen seiner Kritik an der SPD-Politik während der Flüchtlingskrise erhielt er bundesweite Medienaufmerksamkeit. Im Jahr 2019 wurde er ins Europäische Parlament gewählt, dem er bis 2024 angehörte.

## Leben
Reil wuchs in bescheidenen Verhältnissen auf. Als er fünf Jahre alt war, wurde sein Vater mit 31 Jahren zum Frührentner und Pflegefall. Seit seinem Hauptschulabschluss mit 16 Jahren war er im Bergbau tätig, wo er zunächst eine Ausbildung zum Schlosser absolvierte. Bis zur Schließung 2018 arbeitete er als Steiger im Bergwerk Prosper-Haniel und war dort auch als Gewerkschafts- und Betriebsratsmitglied aktiv. Reil ist mit einer Russin verheiratet.

### SPD-Mitglied
Reils Vater und sein Großvater waren SPD-Mitglieder, er selbst trat mit 20 Jahren in die Partei ein. Dort war er von 2004 bis 2014 Vorsitzender des Ortsvereins Essen-Karnap. Seit der Kommunalwahl 2009 war er Ratsherr für Karnap im Essener Stadtrat.
Als in Reils Stadtteil Essen-Karnap, der damals bereits einen hohen Migrantenanteil aufwies, Flüchtlinge untergebracht werden sollten, organisierte er als SPD-Mitglied Anfang 2016 eine Demonstration dagegen. Die damalige nordrhein-westfälische Ministerpräsidentin Hannelore Kraft (SPD) intervenierte jedoch und erreichte die Absage der Veranstaltung. Anfang Mai 2016 kandidierte Reil als stellvertretender SPD-Vorsitzender in Essen und verband seine Bewerbung mit der Forderung nach einer Kurswende in der Flüchtlingspolitik, womit er nach eigenen Angaben auch die SPD retten wollte. Kurz zuvor hatte er sich bereits in einem Interview kritisch geäußert und war als SPD-Parteirebell bundesweit in den Medien zitiert worden. Nach einer heftigen Kontroverse mit dem Essener SPD-Vorsitzenden Thomas Kutschaty erhielt er jedoch nur 21,5 Prozent der Stimmen. Am 11. Mai 2016 trat Reil nach 26 Jahren Mitgliedschaft aus der SPD aus und im Juli 2016 in die AfD ein. Er begründete den Schritt damit, nicht mehr zu ertragen, wie sich seine Partei der Realität verweigere.

### AfD-Mitglied
Guido Reil wurde für die anstehende Landtagswahl in Nordrhein-Westfalen im Mai 2017 auf Platz 26 der AfD-Landesliste gesetzt und absolvierte eine Reihe von Wahlkampfauftritten im Ruhrgebiet. Während des Wahlkampfs verübten Unbekannte Anschläge auf Reils Haus und das Auto seiner Ehefrau. Reil trat in den Talkshows Hart aber fair und Markus Lanz auf. Als Direktkandidat des Wahlkreises 65 Essen I-Mülheim II erhielt er 13,35 Prozent der Stimmen. Die AfD erhielt 13,11 Prozent der Zweitstimmen. In seinem Wohnort Essen-Karnap entfielen 20,3 Prozent und im Stadtteil Vogelheim 22,1 Prozent der Zweitstimmen auf die AfD, die dort vor der CDU zweitstärkste Partei wurde, in Altenessen und Bergeborbeck jeweils mehr als 15 Prozent.
Bei der Bundestagswahl im September 2017 trat Reil im Bundestagswahlkreis Essen II an. Auf ihn entfielen 15,8 Prozent der Erst- und auf seine Partei 15 Prozent der Zweitstimmen im Wahlkreis. Ein Bundestagsmandat erhielt er erwartungsgemäß nicht.
Auf dem 7. Bundesparteitag der AfD in Hannover vom 2. bis 3. Dezember 2017 wurde Reil als dritter Beisitzer mit 55,53 % der Delegiertenstimmen in den Bundesvorstand der Partei gewählt. In seiner Bewerbungsrede beschrieb er die „Entdämonisierung“ der AfD als seine Aufgabe. Der Partei würden zu Unrecht antidemokratische Umtriebe vorgeworfen, sie stehe jedoch auf dem Boden der freiheitlichen Grundordnung. Seine Themen im Bundesvorstand seien Arbeit und Soziales, das Ruhrgebiet solle „zur Herzkammer der AfD“ werden.
Der New York Times gegenüber erklärte Reil später, es gebe Pläne für den Aufbau einer bundesweiten AfD-nahen Gewerkschaft und kündigte eine Revolution insbesondere in der Automobilindustrie an.
Für die Europawahl 2019 wurde Reil auf Listenplatz 2 der AfD hinter Jörg Meuthen gewählt. Sein Ziel sei die „Rettung des Ruhrgebiets“, was nicht von Essen oder Düsseldorf aus, sondern nur in Berlin oder Brüssel möglich sei, da die EU immer neue Kompetenzen an sich reiße.
Für die Europawahl 2024 wurde Reil nicht wieder auf einem Listenplatz der AfD aufgestellt. Er schied somit im Juli 2024 aus dem Europaparlament aus.

### Konflikt mit Arbeiterwohlfahrt
Nach Reils Übertritt zur AfD betrieb der Essener Kreisverband der SPD-nahen Arbeiterwohlfahrt (AWO) seinen Ausschluss. Reil war dort seit 25 Jahren Mitglied und einer der Initiatoren eines Seniorenbus-Fahrdienstes gewesen. Im Februar 2017 bestätigte das Schiedsgericht des AWO-Bezirks Niederrhein, im Oktober 2017 das Bundesschiedsgericht die zunächst befristete Aussetzung seiner Mitgliedschaft für ein Jahr. Reil habe sich unter anderem grundlegend kritisch über die Integrationsfähigkeit von Menschen aus arabischen Kulturen und den Zuzug von Sinti und Roma in Gelsenkirchen geäußert, was „rassistisch“ sei. Mit derartigen Aussagen habe er sich „bewusst in einen unüberbrückbaren Widerspruch zu Grundwerten der AWO gesetzt“. Der endgültige Ausschluss sei noch abzuwenden, wenn er „binnen Jahresfrist selbstkritisch von seinen Ansichten abschwöre“.
Reil selbst sah in den ihm vorgeworfenen Aussagen lediglich eine Beschreibung der Realität. Er gab an, Mitglied der AWO bleiben und weiterhin persönlich das Seniorenbus-Projekt unterstützen zu wollen. Den Grundwerten des Verbands fühle er sich weiterhin verbunden, deshalb wolle er nun den zivilrechtlichen Weg beschreiten.

### Rechtsstreit mit Arbeitgeber
Zeitlich zusammenfallend mit dem Beginn seines Engagements bei der AfD begann ein Konflikt zwischen Reil und seinem Arbeitgeber RAG (ehemals Ruhrkohle AG), der ihn zwar weiterhin als Steiger beschäftigte, ihn aber seine alte Abteilung nicht mehr führen ließ. Stattdessen wurde er als Seilfahrtaufseher eingesetzt, wobei er nach eigenen Angaben wenig zu tun hatte und wegen wegfallender Schichtdienste monatlich rund 2000 Euro weniger verdiente. Reil sah darin eine Degradierung wegen seines Parteiübertrittes und erhob Klage vor dem Arbeitsgericht Herne. Die Anwältin der RAG erklärte, „gesundheitliche Einschränkungen“ und die Fürsorgepflicht des Arbeitgebers seien Grund für die Versetzung gewesen.
Reil erklärte vor Gericht, neben finanziellen Einbußen und Frustration, weil er eine verpönte Handlangertätigkeit erledigen müsse, die stundenlangen Leerlauf bedeute, führe sein neuer Einsatzort zu mehr gesundheitlichen Beschwerden als sein alter. Die Richterin bezweifelte, dass der neue Einsatz auch „vertragsgerecht“ sei, und riet zu einer gütlichen Einigung, da sonst ein aufwendiges Verfahren drohe. Die Vertreterin der RAG sagte eine Prüfung zu.

### Ingewahrsamnahme vor Mai-Demonstration
Als Reil an einer Demonstration zum 1. Mai 2018 in Essen teilnehmen wollte, wurden er und Personenschützer, die ihn begleiteten, von der Polizei angehalten. Bei einem der Sicherheitsleute wurde Pfefferspray gefunden, dessen Mitführung bei Demonstrationen verboten ist. Die Polizei erteilte deshalb der gesamten Gruppe einen Platzverweis. Reil widersetzte sich mit Worten und wurde daraufhin in Polizeigewahrsam genommen. Eine Anwaltskanzlei erhob später in Reils Auftrag schwere Vorwürfe und kündigte eine Klage vor dem Verwaltungsgericht auf Feststellung der Rechtswidrigkeit der Maßnahmen an. Der Ausschluss des Sicherheitsmitarbeiters sei gerechtfertigt gewesen, nicht jedoch der Ausschluss der ganzen Gruppe. Die Polizeiaktion sei unverhältnismäßig, über die Fortsetzung der Ingewahrsamnahme hätte richterlich entschieden werden müssen. Die Polizei widersprach, der Eingriff sei berechtigt gewesen.

### Spenden aus der Schweiz
Im Juli 2017 wurde bekannt, dass Reil im Wahlkampf Geld oder Leistungen von Spendern aus der Schweiz angenommen hatte. Die Annahme von Spenden aus dem Nicht-EU-Ausland ist deutschen Politikern verboten, ausgenommen sind unter anderem Spenden von Einzelspendern bei weniger als 1000 Euro. In der Zeit als Kandidat der AfD-Landesliste für die Landtagswahl in Nordrhein-Westfalen 2017 und AfD-Direktkandidat in Essen nahm er die Hilfe der Schweizer PR-Agentur Goal in Anspruch. Die von Alexander Segert geführte Agentur hatte angeboten, seinen Wahlkampf mit Plakaten in seinem Wahlkreis im Essener Norden zu unterstützen. Die Agentur hatte erklärt, die Kosten seien gedeckt, aber nicht von wem. Reil erteilte der Goal AG eine „Nutzungserlaubnis“ und schickte Fotos von sich in die Schweiz. Es kam zu einer juristischen Sanktionierung.

## Bücher
- Wahrheit statt Ideologie: Was mir auf der Seele brennt, Berns photographie Verlag, Essen 2017, ISBN 978-3-932177-22-4.
- Obdachlos in Europa, ID-Fraktion (Gruppe Identität und Demokratie), Brüssel 2020, ISBN 978-3-00-065868-6.
- Abwärts in Europa, ID-Fraktion (Gruppe Identität und Demokratie), Brüssel 2021, ISBN 978-3-00-069589-6.